# Thadeu Gomes Canellas
Dom Thadeu Gomes Canellas (Gravataí, 28 de julho de 1930) é um bispo emérito católico, sendo o 1º Bispo da Diocese de Osório.

## Biografia
Filho de Salvador e Maria Antonina Gomes Canellas. Depois da conclusão dos estudos preparatórios no Seminário Menor São José, em Gravataí, cursou filosofia e teologia na Pontifícia Universidade Gregoriana, em Roma, e também cursou a faculdade de jornalismo. 
Recebeu a ordenação sacerdotal, em Roma, no dia 25 de fevereiro de 1956, pelo Cardeal Bento Aloisi Masella, na Basílica de São Paulo fora dos Muros e no dia seguinte presidiu a sua primeira missa na Basílica de São Pedro. 
Na Arquidiocese de Porto Alegre, exerceu as seguintes funções: vice-pároco da Paróquia Nossa Senhora da Saúde, pároco da Paróquia Nossa Senhora da Piedade, assistente eclesiástico da Juventude Universitária Católica, diretor do departamento arquidiocesano para a catequese e diretor espiritual do movimento de Cursilhos de Cristandade. 
Em 19 de novembro de 1983 foi nomeado pelo Papa João Paulo II, como Bispo Titular de Giunca de Bizacena e Auxiliar de Porto Alegre, recebendo a ordenação episcopal no dia 25 de fevereiro de 1984. Como Bispo Auxiliar exerceu o cargo de Procurador Geral da Arquidiocese de Porto Alegre. Com a criação da Diocese de Osório, foi nomeado seu primeiro bispo, aos 10 de novembro de 1999. Aos 15 de novembro de 2006, teve sua renúncia, por limite de idade, aceita pelo Papa Bento XVI.